# 尼子倫久
尼子 倫久（あまご ともひさ）は、戦国時代から江戸時代初期にかけての武将、僧。尼子氏の家臣。

## 生涯
天文15年（1546年）、出雲国の戦国大名・尼子晴久の三男として誕生。
永禄5年（1562年）、毛利元就の出雲侵攻に際し、兄・義久に命じられ三刀屋城攻めや出雲白鹿城へ救援軍の総大将として出陣した。永禄9年（1566年）、月山富田城の攻防戦では塩谷口の守将となり、山中幸盛・立原久綱・秋上宗信を率いて吉川元春・熊谷信直らと戦い、ここを死守している。しかし兵糧も戦意も無くなり、義久はついに月山富田城を開城し、降伏する。
尼子氏滅亡後は、兄弟の義久・秀久と共に安芸国円妙寺へと幽閉された。厳重な監視の中、幽閉生活は10数年にも及んだが、元亀元年（1570年）に毛利元就は敵意のないことを知るや、独身の倫久に毛利家重臣・山内元通の娘を室とさせ、それにより義父の元通から知遇を受けた。その後、天下の形勢が定まると尼子三兄弟は解放された。
天正12年（1584年）、室である山内氏が病死すると、田村秀胤の娘を継室にした。毛利氏の客将として、朝鮮出兵・関ヶ原の戦いにも従軍した。その後、倫久は出家し僧となり、一族や尼子氏のために散った者の菩提を弔った。晩年は石見国来原に次男・佐々木宗久を頼って居を移し、世俗から離れて隠遁生活を送った。
元和9年（1623年）3月4日、石見国で死去。享年78。墓所は島根県浜田市金城町久佐の隆興寺境内の佐々田家墓地にもある。子・元知は、兄・義久の養子となり、尼子氏の血脈を後世に残した。